# Heidemarie Koch
Heidemarie Koch (* 17. Dezember 1943 in Merseburg; † 26. Januar 2022) war eine deutsche Iranistin.

## Leben
Heidemarie Koch absolvierte von 1963 bis 1966 ein Lehramtsstudium mit dem Hauptfach Mathematik und war anschließend bis 1972 als Lehrerin in Hannover tätig. 1972 begann sie an der Georg-August-Universität Göttingen ein Studium der Iranistik und wurde 1976 promoviert. Das Thema ihrer Dissertation bei Walther Hinz war Die religiösen Verhältnisse der Dareioszeit. Untersuchungen an Hand der elamischen Persepolistäfelchen. In den Nebenfächern belegte Koch Klassische Archäologie, Byzantinische Kunstgeschichte und Christliche Archäologie. Von 1977 bis 1986 war sie am Seminar für Iranistik und Vorderasiatische Archäologie in Göttingen beschäftigt. An der Philipps-Universität Marburg habilitierte sie sich 1986 mit der Arbeit Verwaltung und Wirtschaft im persischen Kernland zur Zeit der Achämeniden. Anschließend lehrte sie als Privatdozentin. 1990/91 arbeitete Koch an einem von der Deutschen Forschungsgemeinschaft finanzierten Forschungsprojekt, 1993/94 lehrte sie für zwei Semester als Vertretungsprofessorin an der Johann Wolfgang Goethe-Universität Frankfurt am Main. Ab 1995 war sie Professorin für Iranistik im Kontext der Alten Geschichte an der Philipps-Universität Marburg.
Schwerpunktmäßig beschäftigte Koch sich mit der persischen Geschichte und den persischen Sprachen der vorislamischen Zeit. Besonderen Wert legte sie dabei auf die Kultur- und Wirtschaftsgeschichte, die Verwaltung und die Religion. Dabei nutzte sie neben schriftlichen Quellen auch die archäologischen Hinterlassenschaften. Einen zweiten Forschungsschwerpunkt bildete die Erforschung Elams und seiner Nachbargebiete, vor allem in Hinsicht auf die Einflüsse, die sie auf die späteren Perser ausübten.
Heidemarie Koch war mit dem Christlichen Archäologen Guntram Koch verheiratet. Sie starb Ende Januar 2022 im Alter von 78 Jahren.

## Schriften
- Die religiösen Verhältnisse der Dareioszeit. Untersuchungen an Hand der elamischen Persepolistäfelchen (= Göttinger Orientforschungen. Reihe 3, Iranica Bd. 4). Harrassowitz, Wiesbaden 1977, ISBN 3-447-01889-5.
- als Herausgeberin: Kunst, Kultur und Geschichte der Achämenidenzeit und ihr Fortleben (= Archäologische Mitteilungen aus Iran. Ergänzungsband 10). Reimer, Berlin 1983, ISBN 3-496-00711-7.
- mit Walther Hinz: Elamisches Wörterbuch (= Archäologische Mitteilungen aus Iran. Ergänzungsband 17). Reimer, Berlin 1987, ISBN 3-496-00923-3.
- Verwaltung und Wirtschaft im persischen Kernland zur Zeit der Achämeniden (= Beihefte zum Tübinger Atlas des Vorderen Orients. Reihe B, Geisteswissenschaften Nr. 89). Reichert, Wiesbaden 1990, ISBN 3-88226-468-3.
- Es kündet Dareios der König … Vom Leben im persischen Grossreich (= Kulturgeschichte der antiken Welt. Band 55). Von Zabern, Mainz 1992, ISBN 3-8053-1347-0 (auch auf Persisch im Iran veröffentlicht).
- Achämeniden-Studien. Harrassowitz, Wiesbaden 1993, ISBN 3-447-03328-2.
- Persepolis. Hauptstadt des achämidischen Großreichs. Farhangsara Yassavoli, Teheran 1997, ISBN 964-306-049-7.
- Persepolis. Glänzende Hauptstadt des Perserreichs (= Antike Welt Sonderheft/Zaberns Bildbände zur Archäologie). von Zabern, Mainz 2001, ISBN 3-8053-2813-3.
- Königreiche im alten Vorderen Orient (= Antike Welt Sonderheft/Zaberns Bildbände zur Archäologie). von Zabern, Mainz 2006, ISBN 978-3-8053-3621-5.
- Körner, Knollen, Brot und Wein. Die Geschichte unserer Esskulturen. Köppe, Köln 2006, ISBN 978-3-89645-409-6.
- Frauen und Schlangen. Die geheimnisvolle Kultur der Elamer in Alt-Iran (= Kulturgeschichte der antiken Welt. Band 114). von Zabern, Mainz 2007, ISBN 978-3-8053-3737-3.